# Механический мясник
«Механи́ческий мясни́к» (фр. La charcuterie mécanique, 1895) — постановочный короткометражный фильм братьев Люмьер, одна из первых кинокомедий.

## Сюжет
В фильме показана вымышленная машина, которая представляет собой ящик из двух частей, к задней стенке которого приделано вращаемое вручную колесо, а на передней помещена надпись «Механический колбасный перемалыватель по-марсельски» (фр. Charcuterie Mécanique Craque à Marseille, в надписи заключена игра слов: слово craque может также означать «враньё»). В левую часть машины загружают живую свинью, а из правой тут же достают готовые сосиски, свиные копытца, окорока, упакованные мясные деликатесы и даже детские игрушки.

## Интересные факты
- Фильм вошёл в подборку «Первые фильмы братьев Люмьер» («The Lumiere Brothers' First Films»), выпущенную на DVD с комментарием Бертрана Тавернье в 2003 году.
- В «Энциклопедии кинофантастики» под редакцией Фила Харди этот фильм назван первым научно-фантастическим фильмом в истории кинематографа.[1]